# Biserica Greco-Catolică Maghiară
Biserica Greco-Catolică Maghiară (în maghiară Magyar görögkatolikus egyház) sau Biserica Catolică Bizantină Maghiară este o biserică catolică de rit oriental de tip sui iuris, în deplină comuniune cu Biserica Catolică, cu sediul în Debrețin. Aceasta deservește credincioși maghiari, ruteni și români.

## Structură

Provincia eclesiastică a bisericii

Biserica cuprinde doar o singură provincie ecleziastică, care constă dintr-o arhiepiscopie și două episcopii:
- Arhiepiscopia de Hajdúdorog
- Episcopia Greco-Catolică de Miskolc
- Episcopia Greco-Catolică de Nyíregyháza